# 芒特
芒特（法語：Manthes，法語發音：[mɑ̃t]）是法国德龙省的一个市镇，属于瓦朗斯区。

## 地理
芒特（45°18'10"N, 5°0'26"E）面积6.83 平方千米，位于法国奥弗涅-罗讷-阿尔卑斯大区德龙省，该省份为法国东南部内陆省份，北起顺时针与伊泽尔省、上阿尔卑斯省、上普罗旺斯阿尔卑斯省、沃克吕兹省和阿尔代什省接壤。
与芒特接壤的市镇（或旧市镇、城区）包括：埃皮努兹、拉佩鲁斯莫尔奈、朗斯莱斯唐、瓦卢瓦尔地区莫拉斯、瓦卢瓦尔地区圣索尔兰、博尔派尔。

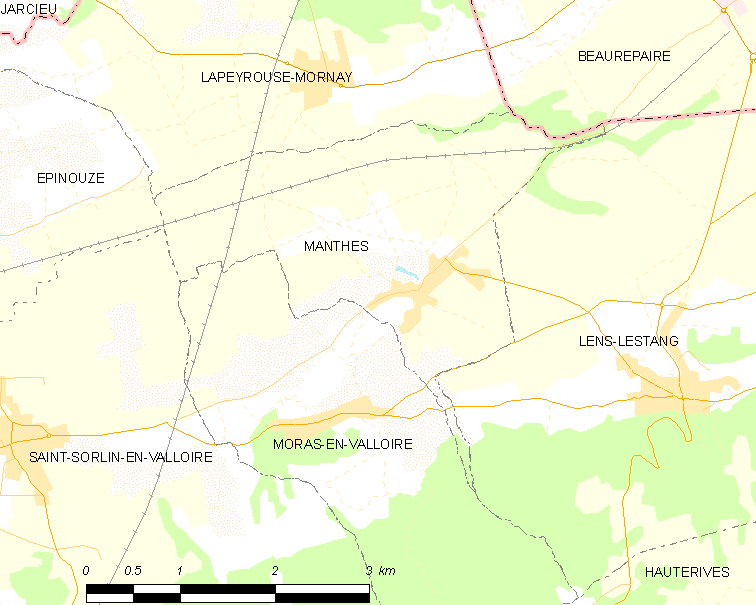
芒特的OSM定位图

芒特的时区为UTC+01:00、UTC+02:00（夏令时）。

## 行政
芒特的邮政编码为26210，INSEE市镇编码为26172。

## 政治
芒特所属的省级选区为丘陵德龙县。

## 人口

1962-2008年间芒特人口变化图示

芒特于2022年1月1日时的人口数量为678人。